# Chikhaldara
Chikhaldara es una ciudad y  municipio situada en el distrito de Amravati en el estado de Maharashtra (India). Su población es de 5158 habitantes (2011). 

## Demografía
Según el censo de 2011 la población de Chikhaldara era de 5158 habitantes, de los cuales 2789 eran hombres y 2369 eran mujeres. Chikhaldara tiene una tasa media de alfabetización del 91,88%, superior a la media estatal del 82,34%: la alfabetización masculina es del 95,37%, y la alfabetización femenina del 87,34%.

## Clima
| Parámetros climáticos promedio de Chikhaldara                                   | Parámetros climáticos promedio de Chikhaldara | Parámetros climáticos promedio de Chikhaldara | Parámetros climáticos promedio de Chikhaldara | Parámetros climáticos promedio de Chikhaldara | Parámetros climáticos promedio de Chikhaldara | Parámetros climáticos promedio de Chikhaldara | Parámetros climáticos promedio de Chikhaldara | Parámetros climáticos promedio de Chikhaldara | Parámetros climáticos promedio de Chikhaldara | Parámetros climáticos promedio de Chikhaldara | Parámetros climáticos promedio de Chikhaldara | Parámetros climáticos promedio de Chikhaldara | Parámetros climáticos promedio de Chikhaldara |
| Mes                                                                             | Ene.                                          | Feb.                                          | Mar.                                          | Abr.                                          | May.                                          | Jun.                                          | Jul.                                          | Ago.                                          | Sep.                                          | Oct.                                          | Nov.                                          | Dic.                                          | Anual                                         |
| ------------------------------------------------------------------------------- | --------------------------------------------- | --------------------------------------------- | --------------------------------------------- | --------------------------------------------- | --------------------------------------------- | --------------------------------------------- | --------------------------------------------- | --------------------------------------------- | --------------------------------------------- | --------------------------------------------- | --------------------------------------------- | --------------------------------------------- | --------------------------------------------- |
| Temp. máx. media (°C)                                                           | 24.6                                          | 27.3                                          | 31.6                                          | 35.6                                          | 37.1                                          | 31.9                                          | 26.4                                          | 25.1                                          | 26.8                                          | 28.2                                          | 26.3                                          | 24.3                                          | 28.8                                          |
| Temp. media (°C)                                                                | 17.6                                          | 19.8                                          | 23.8                                          | 27.2                                          | 29.3                                          | 25.8                                          | 22.1                                          | 21.2                                          | 22.1                                          | 22.0                                          | 19.6                                          | 17.4                                          | 22.3                                          |
| Temp. mín. media (°C)                                                           | 10.7                                          | 12.4                                          | 16.0                                          | 18.8                                          | 21.5                                          | 19.7                                          | 17.9                                          | 17.4                                          | 17.5                                          | 15.8                                          | 13.0                                          | 10.5                                          | 15.9                                          |
| Lluvias (mm)                                                                    | 16.5                                          | 14.7                                          | 10.7                                          | 8.6                                           | 20.1                                          | 214.1                                         | 537.0                                         | 445.0                                         | 305.8                                         | 76.7                                          | 46.0                                          | 12.7                                          | 1707.9                                        |
| Días de lluvias (≥ 1 mm)                                                        | 1.1                                           | 1.1                                           | 1.0                                           | 1.0                                           | 2.0                                           | 10.3                                          | 21.0                                          | 19.7                                          | 13.4                                          | 3.2                                           | 1.8                                           | 1.2                                           | 76.8                                          |
| Fuente: Maharshtra state Gazetteers Amravati District (rainfall and rainy days) |                                               |                                               |                                               |                                               |                                               |                                               |                                               |                                               |                                               |                                               |                                               |                                               |                                               |